# Naoko Mori
Naoko Mori (森尚子?, Mori Naoko; Nagoya, 19 novembre 1971) è un'attrice e doppiatrice giapponese, nota principalmente per aver partecipato alle serie televisive britanniche Absolutely Fabulous e Torchwood.

## Biografia
Nata a Nagoya, Naoko Mori si trasferì all'età di quattro anni, insieme alla sua famiglia, negli Stati Uniti d'America, in New Jersey e otto anni dopo a Surrey, in Inghilterra. Lì, la Mori iniziò a prendere lezioni di canto e a 17 anni recitò in teatro al West End di Londra, nel ruolo di Miss Saigon, accanto a John Barrowman.
Nel 1992 debuttò come attrice, interpretando un episodio della serie televisiva Desmond's. Nel 1995 recitò il ruolo di un hacker nel film Hackers, diretto da Iain Softley, mentre nel 1999 fu nel cast della commedia Topsy-Turvy - Sotto-sopra di Mike Leigh. Tra il 1992 e il 2003, la Mori interpretò il ruolo di Sarah in undici episodi della serie Absolutely Fabulous.
Nel 2005 interpretò il ruolo della dottoressa Sato in un episodio della serie Doctor Who. La sua interpretazione attirò l'attenzione del produttore televisivo Russell T Davies, che decise di approfondire il personaggio e affidò nuovamente alla Mori il ruolo della dottoressa Sato in 26 episodi di Torchwood in cui si ritrova a lavorare con John Barrowman.

## Filmografia

### Attrice

#### Cinema
- Hackers, regia di Iain Softley (1995)
- Spice Girls - Il film (Spice World), regia di Bob Spiers (1997)
- Topsy-Turvy - Sotto-sopra (Topsy-Turvy), regia di Mike Leigh (1999)
- Running Time, regia di Suzie Halewood (2000)
- Everest, regia di Baltasar Kormákur (2015)
- Mamma Mia! Ci risiamo (Mamma Mia! Here We Go Again), regia di Ol Parker (2018)

#### Televisione
- Desmond's – serie TV, 1 episodio (1992)
- Casualty – serie TV, 23 episodi (1993-1994)
- Thief Takers – serie TV, 2 episodi (1997)
- Bugs – serie TV, 1 episodio (1998)
- Psychos – miniserie TV (1999)
- Judge John Deed – serie TV, 2 episodi (2001)
- Murder in Mind – serie TV, 1 episodio) (2002)
- Spooks – serie TV, 1 episodio (2002)
- Doctors – soap opera 1 puntata (2002)
- Manchild – serie TV, 1 episodio (2003)
- Mile High – serie TV, 1 episodio (2003)
- Absolutely Fabulous – serie TV, 11 episodi (1992-2003)
- The Smoking Room – serie TV, 1 episodio (2004)
- Doctor Who – serie TV, 1 episodio (2005)
- Hiroshima, regia di Paul Wilmshurst – film TV (2005)
- Hot Tub Ranking – serie TV, 6 episodi (2005)
- Little Miss Jocelyn – serie TV, 1 episodio (2006)
- Torchwood – serie TV, 26 episodi (2006-2008)
- Lennon Naked - Essere John Lennon (Lennon Naked), regia di Edmund Coulthard – film TV (2010)
- Private Practice – serie TV, 1 episodio (2011)
- Lo straordinario mondo di Gumball – serie TV, 1 episodio (2016) - voce
- The Terror 2 Infamy – serie TV, Amazon Prime (2019)

### Doppiatrice

#### Videogiochi
- Ka (voce) (2001)
- Perfect Dark Zero (voce) (2005)
- Genji: Days of the Blade (voce) (2006)
- KAI: Situs Inversus, Hitman™ (voce) (2016)

## Doppiatrici italiane
Nelle versioni in italiano delle opere in cui ha recitato, Naoko Mori è stata doppiata da:
- Jun Ichikawa in Everest, Mamma mia! Ci risiamo
- Rosalba Caramoni in Spice Girls - Il film
- Ilaria Latini in Torchwood
- Barbara De Bortoli in Private Practice
- Tiziana Avarista in Mr. Malcolm List

Da doppiatrice è stata sostituita da:
- Gemma Donati in Big Hero 6: la serie